# Secretaria de Estado de Saúde de Mato Grosso do Sul
| Secretaria de Saúde                                                         |                               |
| Avenida do Poeta, s/n - Parque dos Poderes, bloco 7 Campo Grande, MS SES-MS |                               |
| Criação                                                                     | 30 de julho de 1979 (45 anos) |
| Atual secretário                                                            | Maurício Simões               |

A Secretaria de Estado de Saúde de Mato Grosso do Sul (SES) é o órgão estadual que coordena todas as atividades direta e indiretamente ligadas aos assuntos de saúde pública. É uma das 12 secretarias que integram o Governo de Mato Grosso do Sul.

## História
Ao ser instalado, em janeiro de 1979, o estado tinha uma estrutura administrativa enxuta. Cabia à Fundação de Saúde de Mato Grosso do Sul, vinculada à Secretaria de Estado de Desenvolvimento de Recursos Humanos, gerenciar o sistema oficial de ensino e outras questões relativas. A pasta de Saúde só foi criada em 30 de julho daquele ano, através de lei instituindo os sistemas estaduais de saúde, educação e desenvolvimento social. A Fundação de Saúde foi extinta em 31 de dezembro. A infraestrutura, bens e servidores da área foram herdados do estado de Mato Grosso quando da criação de Mato Grosso do Sul, assim como toda a massa que viria a compor o novo governo.

## Atribuições
Entre suas funções, cabe à secretaria a coordenação do Sistema Único de Saúde, no âmbito do Estado, em articulação com o Ministério da Saúde e com as Secretarias e os órgãos municipais de Saúde, conforme previsto no artigo 175 da Constituição Estadual; o planejamento, a supervisão, a coordenação e a execução, em conjunto com os Municípios, das ações de vigilância e promoção da saúde; e a promoção da integração das atividades de saúde pública e privada, coordenando a prestação aos serviços no setor e estabelecendo normas, parâmetros e critérios necessários ao padrão de qualidade exigido.

## Lista de secretários
| Nº | Nome                                  | Início do mandato                                                          | Fim do mandato          | Governador                 | Notas e referências  | Órgão                                   |
| 1  | Sebastião Eloy Pereira                | 1º de janeiro de 1979                                                      | 12 de junho de 1979     | Harry Amorim Costa         | [ 8 ]                | Fundação de Saúde de Mato Grosso do Sul |
| 1  | Sebastião Eloy Pereira                | 13 de junho de 1979                                                        | 30 de junho de 1979     | Londres Machado (interino) | [ 8 ]                | Fundação de Saúde de Mato Grosso do Sul |
| 2  | Milton Miranda Soares                 | 10 de julho de 1979                                                        | 2 de agosto de 1979     | Marcelo Miranda            | [ 9 ]                | Fundação de Saúde de Mato Grosso do Sul |
| 3  | Walter de Castro                      | 2 de agosto de 1979                                                        | 23 de maio de 1980      | Marcelo Miranda            | [ 4 ]                | Secretaria de Estado de Saúde           |
| 4  | José Alberto Rondon Severo dos Santos | 23 de maio de 1980                                                         | 28 de outubro de 1980   | Marcelo Miranda            | [ 10 ]               | Secretaria de Estado de Saúde           |
| 4  | José Alberto Rondon Severo dos Santos | 28 de outubro de 1980                                                      | 6 de novembro de 1980   | Londres Machado (interino) | [ 10 ]               | Secretaria de Estado de Saúde           |
| 5  | Alberto Cubel Brull                   | 7 de novembro de 1980                                                      | 13 de julho de 1981     | Pedro Pedrossian           | [ 11 ]               | Secretaria de Estado de Saúde           |
| 6  | Rubens Santos                         | 13 de julho de 1981                                                        | 11 de fevereiro de 1982 | Pedro Pedrossian           | [ 12 ]               | Secretaria de Estado de Saúde           |
| 7  | Alencar Ferreira da Costa             | 11 de fevereiro de 1982                                                    | 14 de março de 1983     | Pedro Pedrossian           | [ 13 ]               | Secretaria de Estado de Saúde           |
| 8  | André Puccinelli                      | 15 de março de 1983                                                        | 30 de janeiro de 1984   | Wilson Barbosa Martins     | [ 14 ] [ 15 ]        | Secretaria de Estado de Saúde           |
| 9  | Paulo Corrêa da Costa                 | 14 de março de 1984                                                        | 20 de março de 1985     | Wilson Barbosa Martins     | [ 16 ]               | Secretaria de Estado de Saúde           |
| 10 | Jorge João Chacha                     | 21 de março de 1985                                                        | 14 de maio de 1986      | Wilson Barbosa Martins     | [ 17 ]               | Secretaria de Estado de Saúde           |
| 10 | Jorge João Chacha                     | 14 de maio de 1986                                                         | 14 de março de 1987     | Ramez Tebet                | [ 17 ]               | Secretaria de Estado de Saúde           |
| 11 | Alfredo Pinto de Arruda               | 15 de março de 1987                                                        | 22 de dezembro de 1988  | Marcelo Miranda            | [ 18 ] [ 19 ]        | Secretaria de Estado de Saúde           |
| 12 | Milton Miranda Soares                 | 1º de fevereiro de 1989                                                    | 14 de março de 1991     | Marcelo Miranda            | [ 20 ] [ 21 ]        | Secretaria de Estado de Saúde           |
| 13 | Carlos Alberto Ascenço                | 15 de março de 1991                                                        | 2 de setembro de 1991   | Pedro Pedrossian           | [ 22 ]               | Secretaria de Estado de Saúde           |
| 14 | Luiz Felipe Terrazas Mendes           | 2 de setembro de 1991                                                      | 22 de janeiro de 1992   | Pedro Pedrossian           | [ 23 ]               | Secretaria de Estado de Saúde           |
| 15 | Marcus Vinícius do Nascimento         | 23 de janeiro de 1992                                                      | 22 de outubro de 1992   | Pedro Pedrossian           | [ 24 ]               | Secretaria de Estado de Saúde           |
| 16 | Vera Lúcia Kodjaoglanian              | 22 de outubro de 1992 (como interina) 3 de novembro de 1992 (como titular) | 6 de julho de 1994      | Pedro Pedrossian           | [ 25 ] [ 26 ]        | Secretaria de Estado de Saúde           |
| 17 | Manoel Paes Peró                      | 6 de julho de 1994                                                         | 31 de dezembro de 1994  | Pedro Pedrossian           | [ 27 ] [ 28 ]        | Secretaria de Estado de Saúde           |
| 18 | Nelson Tavares                        | 1º de janeiro de 1995                                                      | 31 de dezembro de 1998  | Wilson Barbosa Martins     | [ 29 ] [ 30 ]        | Secretaria de Estado de Saúde           |
| 19 | Izaías Pereira da Costa               | 1º de janeiro de 1999                                                      | 17 de outubro de 2000   | Zeca do PT                 | [ 31 ] [ 32 ]        | Secretaria de Estado de Saúde           |
| 20 | Geraldo Resende                       | 17 de outubro de 2000                                                      | 4 de abril de 2002      | Zeca do PT                 | [ 33 ] [ 34 ] [ 35 ] | Secretaria de Estado de Saúde           |
| 21 | João Paulo Barcellos Esteves          | 4 de abril de 2002                                                         | 17 de dezembro de 2004  | Zeca do PT                 | [ 36 ] [ 37 ] [ 38 ] | Secretaria de Estado de Saúde           |
| 22 | Matias Gonsales                       | 17 de dezembro de 2004                                                     | 31 de dezembro de 2006  | Zeca do PT                 | [ 39 ] [ 40 ]        | Secretaria de Estado de Saúde           |
| 23 | Beatriz Dobashi                       | 1º de janeiro de 2007                                                      | 1º de julho de 2013     | André Puccinelli           | [ 41 ] [ 42 ] [ 43 ] | Secretaria de Estado de Saúde           |
| –  | Antônio Lastória                      | 12 de julho de 2013 (como interino)                                        | 31 de dezembro de 2014  | André Puccinelli           | [ 44 ] [ 45 ]        | Secretaria de Estado de Saúde           |
| 24 | Nelson Tavares                        | 1º de janeiro de 2015                                                      | 7 de dezembro de 2017   | Reinaldo Azambuja          | [ 46 ] [ 47 ]        | Secretaria de Estado de Saúde           |
| 25 | Carlos Coimbra                        | 14 de dezembro de 2017                                                     | 31 de dezembro de 2018  | Reinaldo Azambuja          | [ 48 ] [ 49 ]        | Secretaria de Estado de Saúde           |
| 26 | Geraldo Resende                       | 1º de janeiro de 2019                                                      | 31 de março de 2022     | Reinaldo Azambuja          | [ 50 ] [ 51 ]        | Secretaria de Estado de Saúde           |
| 27 | Flávio Britto                         | 1º de abril de 2022                                                        | 31 de dezembro de 2022  | Reinaldo Azambuja          | [ 52 ] [ 53 ]        | Secretaria de Estado de Saúde           |
| 28 | Maurício Simões                       | 1º de janeiro de 2023                                                      | Atualidade              | Eduardo Riedel             | [ 54 ] [ 55 ] [ 56 ] | Secretaria de Estado de Saúde           |